# Jack Nichols
Jack Edward Nichols (Wenatchee, 9 aprile 1926 – Palm Springs, 24 dicembre 1992) è stato un cestista statunitense, professionista nella BAA e nella NBA.

## Carriera
Venne selezionato dai Washington Capitols al primo giro del Draft BAA 1948 (12ª scelta assoluta).

## Palmarès
- Campionato NBA: 1

Boston Celtics: 1957